# Dysstroma composita
Dysstroma composita är en fjärilsart som beskrevs av Müller 1931. Dysstroma composita ingår i släktet Dysstroma och familjen mätare. Inga underarter finns listade i Catalogue of Life.